# Pawieł Pauluczenka
Pawieł Siarhiejewicz Pauluczenka (biał. Павел Сяргеевіч Паўлючэнка, ur. 1 stycznia 1998 w Mohylewie) – białoruski piłkarz występujący na pozycji bramkarza w klubie ML Witebsk oraz w reprezentacji Białorusi.

## Kariera klubowa

### Początki w Dniaprze Mohylew (2016–2017)
Zaczynał karierę w Dniaprze Mohylew, do pierwszego zespołu przedostał się w 2016 roku. W tym klubie zadebiutował 16 kwietnia w meczu przeciwko Chimik Swietłahorsk, wygranym 0:3, grając cały mecz. Łącznie zagrał 20 meczów. 

### Dynama Brześć (2017–2021)
30 lipca 2017 roku przeniósł się do Dynamy Brześć. W tym klubie zadebiutował 27 sierpnia w meczu przeciwko Slavii Mozyrz, wygranym 1:2, grając całe spotkanie. Z tym klubem zdobył: trzy razy Superpuchar Białorusi, raz puchar i raz mistrzostwo. Łącznie zagrał 30 meczów. 

### Ruch Brześć (2021–2022)
21 stycznia 2021 roku przeniósł się do Ruchu Brześć. W tym klubie zadebiutował 13 marca w meczu przeciwko FK Homel, zremisowanym 1:1, grając cały mecz. Łącznie zagrał 28 meczów.

### Bruk-Bet Termalica Nieciecza (2022–2023)
21 stycznia 2022 roku trafił do Bruk-Betu Termaliki Nieciecza.

## Kariera reprezentacyjna

### Reprezentacje młodzieżowe
Zagrał jedno spotkanie w kadrze U-17. 3 mecze zagrał natomiast w reprezentacji U-18. Zanotował 12 występów w kadrze do lat 19. Takie same statystyki ma na w reprezentacji do lat 21.

### Reprezentacja seniorska
Do 28 stycznia 2022 roku zagrał 7 spotkań.

## Sukcesy
Dynama Brześć
- mistrzostwo Białorusi: 2019
- Puchar Białorusi: 2017/18
- Superpuchar Białorusi: 2019, 2020

Paxtakor Taszkent
- mistrzostwo Uzbekistanu: 2023